# Spéracèdes
Spéracèdes település Franciaországban, Alpes-Maritimes megyében. Lakosainak száma 1180 fő (2022. január 1.). Spéracèdes Cabris, Peymeinade, Saint-Cézaire-sur-Siagne, Saint-Vallier-de-Thiey és Le Tignet községekkel határos.

## Népesség
A település népessége az elmúlt években az alábbi módon változott:
| Lakosok száma | 531  | 764  | 1029 | 1060 | 1286 | 1295 | 1264 | 1161 | 1171 | 1180 |
|               | 1968 | 1982 | 1990 | 2006 | 2013 | 2015 | 2017 | 2019 | 2020 | 2022 |